# Welford (Berkshire)
Pour les articles homonymes, voir Welford.
Welford est une paroisse civile et un village du Berkshire, en Angleterre.